# Латышский гамбит
Латы́шский гамби́т — дебют, начинающийся ходами: 
 1. e2-e4 e7-e5 
 2. Kg1-f3 f7-f5.
Относится к открытым началам.

## История
Известен с XVII века. Его анализировал ещё Дж. Греко. В XIX столетии эта жертва пешки называлась «королевский гамбит во второй руке», но после детального исследования рижскими шахматистами во главе с Карлисом Бетиньшем вошла в литературу как «латышский гамбит» (название было утверждено ФИДЕ в 1937 году).
Дебют имеет репутацию рискованного для чёрных, однако в практической игре им нередко удавалось создать большие осложнения. В современной турнирной практике латышский гамбит встречается редко.

## Основные варианты
- 3. e4xf5
- 3. d2-d4
- 3. Cf1-c4
- 3. Kf3xe5

## Примерная партия
NN — Греко, Рим, 1620
1. e4 e5 2. Kf3 f5 3. K:e5 Фe7 4. Фh5+ g6 5. K:g6 Ф:e4+ 6. Kpd1?! Kf6 7. Фh3 hg 8. Ф:h8 Kg4 9. Фh4? Ke3+! 0-1. Белые теряют ферзя.